# Associazione Olimpica Barbadiana
L'Associazione Olimpica Barbadiana (nota anche come Barbados Olympic Association in inglese) è un'organizzazione sportiva barbadiana, nata il 1955 a Saint Michael, Barbados.
Rappresenta questa nazione presso il Comitato Olimpico Internazionale (CIO) dal 1955 ed ha lo scopo di curare l'organizzazione ed il potenziamento dello sport nell'isola di Barbados e, in particolare, la preparazione degli atleti barbadiani, per consentire loro la partecipazione ai Giochi olimpici. L'associazione è, inoltre, membro dell'Organizzazione Sportiva Panamericana.
L'attuale presidente dell'organizzazione è Steve Stoute, mentre la carica di segretario generale è occupata da Erskine Simmons.